# 梁文昌
梁文昌（葡萄牙語：Leong Man Cheong，1964年—），現任澳門特別行政區警察總局局長，澳門特別行政區政府主要官員之一，曾擔任澳門特別行政區治安警察局局長。

## 簡歷
梁文昌，1983年畢業於濠江中學，取得澳門保安部隊高等學校警務科學學士、科技大學法學碩士學位及保安部隊高等學校第三屆指揮及領導課程。1988年起加入治安警察廳工作，擔任警察；1995年至2003年期間分別擔任澳門治安警察局特警隊防暴大隊隊長、指揮部輔助組指揮官及特警隊副指揮官；2003年任警察總局情報分析中心聯絡辦公室主任；2005年任澳門治安警察局特警隊指揮官；2013年任澳門治安警察局行動廳廳長；2014年1月任警察總局局長助理；2014年12月擔任澳門治安警察局局長，2019年12月20日就任澳門特別行政區警察總局局長。